# Überherrn
Überherrn è un comune tedesco di 11 393 abitanti, situato nel land della Saarland.